# Sara Ballantyne
Sara Ballantyne (ur. 14 października 1960 r.) – amerykańska kolarka górska, dwukrotna medalistka mistrzostw świata oraz zdobywczyni Pucharu Świata w kolarstwie górskim.

## Kariera
Nigdy nie startowała na igrzyskach olimpijskich. W 1988 i 1989 roku zwyciężała w cross country na nieoficjalnych mistrzostwach świata. W 1990 roku wywalczyła srebrny medal podczas mistrzostw świata w Durango, ulegając jedynie Juli Furtado, również reprezentantce USA. Cztery lata później, na mistrzostwach świata w Vail zdobyła kolejny medal, tym razem brązowy, wyprzedziły ją jedynie zwyciężczyni - Kanadyjka Alison Sydor oraz druga na mecie Susan DeMattei z USA.
Ballantyne ponadto triumfowała w klasyfikacji generalnej Pucharu Świata w kolarstwie górskim w sezonie 1991. Jest także wicemistrzynią Stanów Zjednoczonych w kolarstwie górskim z 1987 roku.